# Secretaría de Estado de Función Pública
La Secretaría de Estado de Función Pública (SEFP) de España, conocida en sus primeros años como Secretaría de Estado para la Administración Pública, es el órgano superior del Ministerio para la Transformación Digital y de la Función Pública que asume las competencias del Gobierno de la Nación relativas a los funcionarios y empleo públicos, así como aquellas concernientes a la organización, procedimientos e inspección de la Administración Pública.

## Historia
La Secretaría de Estado se creó en 1977 como Secretaría de Estado para la Administración Pública, siendo una de las primeras Secretarías de Estado modernas en ser creadas. Integrada en el Ministerio de la Presidencia, asumió las competencias del Gobierno sobre los asuntos de los funcionarios públicos a través de la Dirección General de la Función Pública (DGFP), el Instituto Nacional de Administración Pública (INAP) y la Mutualidad General de Funcionarios Civiles del Estado (MUFACE), pero también funciones relativas a astronomía, geodesia, geofísica y cartografía, entre otras, a través del histórico Instituto Geográfico Nacional (IGN). Asimismo, asumió las competencias de la Subsecretaría de la Presidencia, que se suprimía, en relación con la gestión de servicios comunes, a través de una Dirección General de Servicios.
Tres años más tarde, en 1980, se suprime al crearse el cargo de Ministro Adjunto para la Administración Pública. Tras esta pequeña experiencia, en 1982 se vuelve a recuperar de forma definitiva, asumiendo las anteriores competencias relativas a la función pública, todo lo relativo a procedimiento administrativo, elaboración de disposiciones, estructura gubernamental, gestión burocrática y política informática general, entre otras materias, a través de una Dirección General de Organización, Procedimientos e Informática y se le adscribió la Inspección General de Servicios de la Administración Pública. En 1986 se integró en el Ministerio de Administraciones Públicas.
Con algún cambio orgánico pero con mismas funciones se mantuvo hasta 2004. Es relevante mencionar la aprobación de la Ley 6/1997, de 14 de abril, de Organización y Funcionamiento de la Administración General del Estado, ya que esta ley provocó que la Inspección General de Servicios de la Administración Pública pasara a denominarse Dirección General de Inspección, Simplificación y Calidad de los Servicios y se concretaran muchas de las funciones de los órganos de la Secretaría de Estado, con el fin de adaptarlas a los mandatos de la mencionada ley.
En el año 2004 el nuevo gobierno rebaja de categoría estas funciones, sustituyendo a la Secretaría de Estado por una Secretaría General, con rango de subsecretaría, de igual denominación. Se mantuvo así hasta 2008, cuando recuperó el rango de Secretaría de Estado. En 2007 se le añadió la Oficina de Conflictos de Intereses.
En 2009 las competencias sobre las administraciones públicas regresaron, tras más de dos décadas, al Ministerio de la Presidencia. El órgano se renombró como Secretaría de Estado de Función Pública. Sus órganos directivos eran las direcciones generales de la Función Pública, para el Impulso de la Administración Electrónica y de Organización Administrativa y Procedimientos. Un año después, el Ministerio de Política Territorial y Administración Pública absorbe estas funciones y órganos. Esta dependencia apenas dura un año pues a finales de 2011 el cambio de gobierno provoca la desaparición del Departamento y la Secretaría de Estado se suprime, integrándose las funciones en el Ministerio de Hacienda y Administraciones Públicas, que acumuló bajo una nueva Secretaría de Estado de Administraciones Públicas las funciones relativas a la función pública y a las relaciones con las regiones españolas.
La reforma ministerial de noviembre de 2016 integra las competencias sobre la política territorial en el Ministerio de la Presidencia y mantiene las de función pública en el Ministerio de Hacienda, recuperándose la Secretaría de Estado de Función Pública, si bien con una nueva estructura orgánica, manteniendo la Dirección General de la Función Pública, la Dirección General de Organización Administrativa y Procedimientos (que pasaba a llamarse Dirección General de Gobernanza Pública), una Oficina de Conflictos de Intereses y la Secretaría General de Administración Digital.
Se suprimió a principios de 2020, integrándose sus funciones en la Secretaría de Estado de Política Territorial y Función Pública a través de la nueva Secretaría General de Función Pública, pero se volvió a recuperar en 2021, si bien las funciones en materia de administración digital se mantuvieron en el Ministerio de Asuntos Económicos y Transformación Digital.
A finales de 2023, los asuntos de función pública pasaron al recién creado Ministerio para la Transformación Digital y de la Función Pública. Un año después, la Secretaría General de Administración Digital se transformó en la Agencia Estatal de Administración Digital.

## Funciones
La Secretaría de Estado de Función Pública le corresponde, bajo la superior dirección del ministro de Hacienda y Función Pública, la gestión, dirección e impulso de las atribuciones ministeriales relativas:
- Al régimen jurídico de la función pública, así como la gestión del régimen de incompatibilidades y conflictos de intereses de los miembros del Gobierno y altos cargos y del personal al servicio de la Administración General del Estado, de sus organismos públicos y del sector público estatal.
- Al régimen retributivo de la función pública, en coordinación con la Secretaría de Estado de Presupuestos y Gastos.
- La coordinación de la política de personal entre la Administración General del Estado, las administraciones de las comunidades autónomas y de las ciudades de Ceuta y Melilla, y las entidades locales.
- Las funciones de la Administración General del Estado en materia de función pública local.
- La gestión de talento en la Administración General del Estado y la convocatoria de pruebas selectivas para el acceso o integración en los cuerpos y escalas de carácter interdepartamental adscritas a la Secretaría de Estado de Función Pública.
- Las relaciones con las organizaciones sindicales en el ámbito de la Administración General del Estado; la coordinación de acuerdos y pactos en relación con la negociación colectiva de los empleados públicos de la Administración General del Estado derivadas de las mesas de negociación de personal funcionario y laboral.
- Impulsar propuestas de reforma de la Administración Pública, teniendo en cuenta, en particular, las iniciativas que propongan los órganos, entidades, organismos, organizaciones sectoriales y cualesquiera otras asociaciones o entidades públicas o privadas.
- La racionalización y modernización de las estructuras organizativas de la Administración General del Estado y de sus procedimientos, así como la inspección de servicios de dicha administración y los organismos públicos vinculados o dependientes de ella.
- La elaboración de proyectos de disposición de carácter general en materia de organización y procedimiento. Aquellas normas que afecten a la actuación y funcionamiento del sector público por medios electrónicos se elaborarán y tramitarán conjuntamente con el Ministerio de Transformación Digital.
- La política de reducción de cargas administrativas y la simplificación y mejora de los procedimientos administrativos y de la calidad de los servicios públicos, en el ámbito de la Administración General del Estado.
- El fomento de los programas de atención al ciudadano y la gestión del Portal de Transparencia de la Administración General del Estado.
- El impulso, la coordinación y el seguimiento de los planes de gobierno abierto, en iniciativas orientadas al desarrollo de los principios de la transparencia, la participación ciudadana, la rendición de cuentas y la colaboración.
- La coordinación de las unidades de información de la Administración General del Estado previstas en el artículo 21 de la ley de transparencia, acceso a la información pública y buen gobierno de 2013, así como dictar indicaciones para la dinamización e impulso del derecho de acceso.
- La formación de los empleados públicos.
- El régimen del mutualismo administrativo de los funcionarios civiles del Estado.
- La coordinación e impulso de los asuntos de carácter internacional que se produzcan en el ámbito de la Secretaría de Estado, sin perjuicio de las funciones que correspondan al Ministerio de Asuntos Exteriores, Unión Europea y Cooperación.
- Las relaciones con la profesión titulada de gestor administrativo.
- El régimen de recursos humanos de las entidades del sector público institucional, y la autorización de contratación indefinida o temporal en coordinación con la Secretaría de Estado de Presupuestos y Gastos.

## Estructura
De la Secretaría de Estado de Función Pública dependen los siguientes órganos:
- La Dirección General de la Función Pública.
- La Dirección General de Gobernanza Pública.
- La Oficina de Conflictos de Intereses, con rango de Dirección General.
- La División de Planificación, Seguimiento y Ejecución, a la que le corresponde la gestión de los medios personales y materiales y el régimen interior de los servicios centrales de la Secretaría de Estado; la planificación, coordinación, ejecución y seguimiento de proyectos y programas de la Secretaría de Estado, incluyendo los financiados por fondos europeos; y la planificación, coordinación, ejecución y seguimiento en materia presupuestaria y de contratación de la Secretaría de Estado.

Como órgano de apoyo y asistencia inmediata a la persona titular de la Secretaría de Estado existe un Gabinete, con nivel orgánico de Subdirección General.

### Organismos dependientes
- La Mutualidad General de Funcionarios Civiles del Estado (MUFACE)
- El Instituto Nacional de Administración Pública (INAP).
- La Agencia Estatal de Administración Digital (AEAD).

El Consejo de Transparencia y Buen Gobierno (CTBG) se relaciona con el Gobierno a través de la Secretaría de Estado, pero no depende de ella al ser una Autoridad Administrativa Independiente (AAI).

## Empleo público
En la actualidad, el Ministerio es responsable del empleo público y todo su régimen, es decir, la llamada Función Pública. Sus competencias se centran principalmente en el ámbito estatal, realizando las Ofertas de Empleo Público (OEPs) para contratar personal estatal, vigila los conflictos de interés, establece y, en su caso, mejora los procedimientos administrativos, lleva a cabo la formación de los empleados públicos, negocia con las organizaciones sindicales e inspecciona los servicios de la Administración. Sin perjuicio de las funciones de otras administraciones, también ejerce la superior coordinación de la política de personal en todo el país. Todo ello lo hace a través de la Secretaría de Estado de Función Pública.

### Número de empleados públicos
De acuerdo al Boletín Estadístico del Personal al servicio de las Administraciones Públicas, realizado por el Ministerio para la Transformación Digital y de la Función Pública, a 1 de enero de 2024 había los siguientes empleados públicos:
| Administración        | Personal funcionario de carrera | Personal laboral | Otros   | Total     |
| --------------------- | ------------------------------- | ---------------- | ------- | --------- |
| Estado                | 413 865                         | 81 051           | 35 188  | 530 104   |
| Comunidades Autónomas | 926 816                         | 246 796          | 688 717 | 1 862 329 |
| Administración Local  | 198 145                         | 273 025          | 104 919 | 576 089   |
| Total                 | 1 538 826                       | 600 872          | 828 824 | 2 968 522 |

## Presupuesto
La Secretaría de Estado de la Función Pública tiene un presupuesto asignado de 2 081 161 430 € para el año 2023. La mayor parte del presupuesto va destinado a sufragar las prestaciones a funcionarios del Estado, a través de la Mutualidad General de Funcionarios Civiles del Estado. De acuerdo con los Presupuestos Generales del Estado de 2023, la SEFP participa en seis programas:
| N.º Programa                                 | Programa | Dotación        | Ref.   |
| -------------------------------------------- | --- | --------------- | ------ |
| 222M                                         | Prestaciones económicas del Mutualismo Administrativo a través de la Mutualidad General de Funcionarios Civiles del Estado | 320 516 940 €   | [ 25 ] |
| 312E                                         | Asistencia sanitaria del Mutualismo Administrativo a través de la Mutualidad General de Funcionarios Civiles del Estado    | 1 616 911 150 € | [ 26 ] |
| 921N                                         | Dirección y organización de la Administración Pública                                                                      | 21 147 240 €    | [ 27 ] |
| 921O                                         | Formación del personal de las Administraciones Públicas a través del Instituto Nacional de Administración Pública          | 117 298 530 €   | [ 28 ] |
| 921X                                         | Evaluación de la transparencia de la actividad pública a través del Consejo de Transparencia y Buen Gobierno               | 3 003 110 €     | [ 29 ] |
| 92KC                                         | Transformación Digital y Modernización de la AGE a través del Instituto Nacional de Administración Pública                 | 1 200 000 €     | [ 30 ] |
| 92KC                                         | Transformación Digital y Modernización de la AGE a través de la Mutualidad General de Funcionarios Civiles del Estado      | 1 084 460 €     | [ 30 ] |
| Total presupuesto de la Secretaría de Estado | Total presupuesto de la Secretaría de Estado                                                                               | 2 081 161 430 € |        |

## Secretarios de Estado
La persona titular de la Secretaría de Estado de Función Pública preside:
- La Comisión Coordinadora de Inspecciones Generales de Servicios de los departamentos ministeriales.
- El Foro de Gobierno Abierto.
- La Comisión Sectorial de Gobierno Abierto.
- La Comisión Superior de Personal.

Asimismo, ejerce la vicepresidencia de la Conferencia Sectorial de Administración Pública.

### Lista de titulares
Desde su creación, estos han sido los titulares:
- José Luis Graullera Micó (1977-1978)[31]
- Manuel Fraile Clivillés (1978-1979)[32]
- Serafín Ríos Mingarro (1979)[33]
- Sebastián Martín-Retortillo (1979-1980)[34]
- Francisco Ramos Fernández-Torrecilla (1982-1986)[35]
- Teófilo Serrano (1986-1991)[36]
- Justo Zambrana Pineda (1991-1994)[37]
- Constantino Méndez (1994-1995)[38]
- Eugenio Burriel de Orueta (1995-1996)[39]
- Francisco Villar García-Moreno (1996-1999)[40]
- Ignacio González González (1999-2002)[41]
- Julio Gómez-Pomar Rodríguez (2002-2004)[42]
- Mercedes Elvira del Palacio Tascón (2008-2009)[43]
- Carmen Gomis Bernal (2009-2010)[44]
- María Consuelo Rumí Ibáñez (2010-2011)[45]
- Elena Collado Martínez (2016-2018)[46]
- José Antonio Benedicto Iruiñ (2018-2020)[47]
- Lidia Sánchez Milán (2021-2024)[48]
- Clara Mapelli Marchena (2024-presente)[49]